# Sebastian Schwiecker

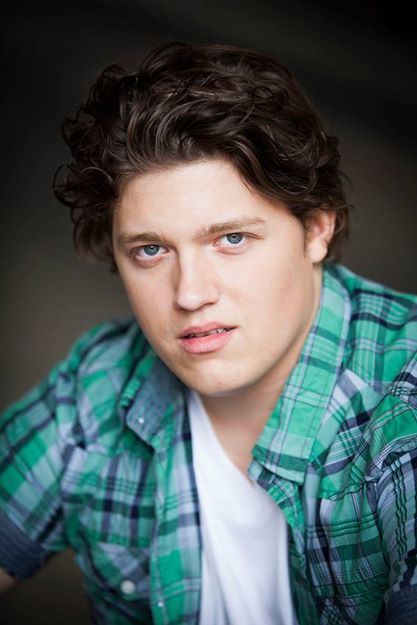
Sebastian Schwiecker (2014)

Sebastian Schwiecker (* 1989 in Köln) ist ein deutscher Schauspieler und Moderator.

## Leben
Im Jahr 2007 begann er ein Studium an der Hochschule für Filmschauspiel „Filmacting School Cologne“. Nach einem Jahr auf dieser Hochschule wechselte er auf das Deutsche Zentrum für Schauspiel und Film (heute Schauspiel-Zentrum).
Im Jahr 2011 wirkte Schwiecker in der Hauptrolle des Ben im Film Online Secrets von Regisseur Rouven Blankenfeld mit, der von Filmstudenten während ihres Seminars mit einem Budget von 400 Euro gedreht wurde. Der Film lief auf den Hofer Filmtagen und war für den Nachwuchspreis nominiert. Außerdem lief Online Secrets auf dem  9. Neiße Filmfestival 2012. Er spielte in mehreren Kurzfilmen, wie Crackless und Winfried mit. Die Kurzfilme Meaning und Limesriff 66, in denen er Hauptrollen spielte, liefen 2012 und 2013 beim Kurzfilmfestival 99Fire-Films-Award. 2013 kam es zum ersten Auftritt Schwieckers auf YouTube. Seit 2013 veröffentlicht Schwiecker Straßeninterviews mit Passanten. Seit 2015 ist er als Moderator und Reporter für das Onlinemagazin It's In TV tätig, bei dem er unter anderem. Interviews mit Zuschauern oder Prominenten wie Matthias Schweighöfer oder Marit Larsen führt.

## Filmografie

### Film
- 2011: Online Secrets

### Kurzfilme
- 2008: Jareth Baker the first
- 2011: Winfried
- 2012: Meaning
- 2012: Crackless
- 2013: Limesriff 66
- 2014: Uranophobie

### Fernsehen
- 2008: Bloch: Tod eines Freundes
- 2010: Ich bin Boes
- 2012: Bloch: Die Lavendelkönigin

## Theater
- 2008: Die Komödie der Irrungen – Regie: Gisela Olroth-Hackenbroch (Theater Das Spielbrett)
- 2009: Dritter Akt erste Szene – Regie: Uli Hoch (Theater Das Spielbrett)
- 2010: Die Ratten – Regie: Uli Hoch (Gerhart Hauptmann-Haus)
- 2011: Kleist-Express – Regie: Mireille Oberinger (Theater Das Spielbrett)